# 苦しみ
苦しみ（）あるいは 苦痛 (Suffering or pain)とは、悪的な心境及び物質的様態から成る不快さに基づいた基礎的な概念である。悩みや悲しみ、悔しみ、悪感、不安、後悔、恥、緊張、感情的傷害などからなる精神的な辛さや、物質的傷害や生体科学的傷害などからなる痛みや不快さに基づいた心身における悪的な様態を指す。心の痛みにおける鬱症状や、危害と結び付けられた嫌悪あるいは個人における危害の恐れを指す場合もある。

## 概要
苦しみは、第一に身体的過程か精神的過程のいずれに結びついているのかに依存しているゆえに、「身体的」あるいは「精神的」と呼ばれるかもしれない。身体的な苦しみの例は、痛み、吐き気、呼吸困難、痒みである。精神的苦しみの例は、不安、嘆き、憎しみ、退屈である。
苦しみの強さは全ての程度において、つまらない軽いものから筆舌に尽くしがたい耐え難いものに至る。生じた事態の持続性と頻度の要素は、しばしばその強さに従って考慮される。
痛みに対する人々の態度は、どの程度それが、軽いあるいは重い、回避可能あるいは回避不能、役に立つあるいは役に立たない、些細あるいは重大、適切あるいは不適切、選ばれたあるいは望まれない、受け入れられるあるいは受け入れられない、と見なされるかに従って非常に変化する。
「苦痛（痛み）」 (pain) と「苦しみ」 (suffering) という語は、混同されるし注意深い取り扱いが要求される。(1) それらは、しばしば同義語であり、交換可能である。 (2) それらは、しばしば相互に対比して使用される。 (3) 一方が他方が指示する様々なものをしばしば指示する。例えば、「痛みは身体的な苦しみである」とか「苦しみは激しい身体的ないし精神的苦痛である」等々。 (4) しかし、しばしば人々はそれらを別の仕方で用いたりもする。
全ての感覚をもつ存在者は、その生存の間に、様々な仕方でしばしば劇的に、苦しみをもつ。人間的活動の全ての領域が苦しみに関するあらゆる問題に関わるわけではないが、多くの事柄がその性質や過程、起源や原因、意味や重要性、その関係する個人的、社会的、文化的行為、その救済、取り扱い、使用等々に関わっている。

## 哲学的、倫理学的観点
倫理学理論としての快楽主義は、善きものと悪しきものは究極的に快楽と苦痛に存していると主張する。エピクロスのような多くの快楽主義者は、快楽の追求よりも苦しみの回避を強調した。なぜなら彼らは、最大幸福が苦痛から自由で快楽のわずらわしい追求や余計な帰結から自由な平静な状態（アタラクシア）のうちにある、と主張したからである。ストア派にとって、最大の善は理性と徳のうちにあり、魂は快楽や苦痛へのある種の無関心（アパテイア）を通じて最もよくそれに到達する。結果として、この学説はもっとも悪い苦しみを前にしてさえ自制することと同一視された。
ジェレミー・ベンサムは、倫理学、政治学、経済学において大衆的な学説である快楽主義的功利主義を展開した。ベンサムは正しい行為や政策は「最大多数の最大幸福」を惹き起こすだろうものであると論じる。かれは、いかに多くの快楽と苦痛がなんらかの行為から帰結するだろうかを規定するために、快楽計算あるいは幸福計算と呼ばれる手続きを提出した。ジョン・スチュアート・ミルは快楽主義的功利主義の学説を改善し推進した。カール・ポパーは、『開かれた社会とその敵』において、功利について語る際に幸福の増進よりも苦しみの縮減を優先させる消極的功利主義を提案した。すなわち、「倫理的な観点から、苦しみと幸福、あるいは苦痛と快楽の間のいかなる対称性も存在しないと私は信じる。 (…) 人間の苦しみは助けに対する直接的な道徳的な懇願を作る。何にせようまくやっている人の幸福を拡大することに対していかなる似たような使命も存在しない」。デイヴィド・ピアースの功利主義は率直に苦しみ（ここでは、「生物学的、神経学的、心理学的諸相」の下で見よ）の廃絶を要求している。多くの功利主義者は、ベンサム以来、存在者の道徳的状態は快楽と苦痛を感じる能力に由来しており、従って道徳的行為者は人間存在の利益だけでなく動物の利益も考慮に入れる、と考えている。リチャード・D・ライダーは、そのような見解を「種差別」 (speciesism) や「苦痛主義」 (painism) の概念において展開した。ピーター・シンガーは、彼の著作『動物の解放』 (Animal Liberation) や他の著作とともに、この種の功利主義の最先端を示している。
苦しみの救済に関わる他の学説は、人道主義 (humanitarianism) である(人道支援 (humanitarian aid) や人道的社会 (humane society) も見よ)。「人道主義的な努力が感覚を持つ存在者に対する積極的な付加物を見出すところでは、幸福なるものをより幸福にするよりはむしろ不幸なるものを幸福にする。 (...) [人道主義は]、多くの社会的様態の構成要素である。現代社会においては、様々な動機が見出されるので、それ自身で存在していると言えるものはほとんどありえない」。
悲観主義 (pessimism) は、アルトゥル・ショーペンハウアーがよく知られた形で述べるように、この世界を、悪化し止められない苦しみに悩まされる可能な限り最も悪いものとみなす。ショーペンハウアーは、芸術や哲学、生への意志の喪失や「苦しむ仲間」 (fellow-sufferers) についての寛容さのようなものに逃避することを勧める。フリードリヒ・ニーチェは、最初はショーペンハウアーの影響を受けたが、力への意志を称え、弱者への同情や哀れみを軽蔑し、最大の苦しみの「永遠回帰」を自ら受け入れるという全く別の態度を後に展開した。
痛みは、感覚知覚としては痛覚に集中するが、その内容の多くは苦しみ一般にも関わるのである。